# Феневицька сільська рада
| Феневицька сільська рада — орган місцевого самоврядування у Іванківському районі Київської області з адміністративним центром у с. Феневичі. Водоймища на території, підпорядкованій даній раді: річка Здвиж. Сільській раді підпорядковані населені пункти: - с. Феневичі - с. Рудня-Тальська - с. Рудня-Шпилівська - с. Соснівка |

## Склад ради
Рада складається з 16 депутатів та голови.

### Керівний склад ради
| ПІБ                     | Основні відомості                                                 | Дата обрання | Дата звільнення |
| ----------------------- | ----------------------------------------------------------------- | ------------ | --------------- |
| Салій Микола Григорович | Сільський голова, 1965 року народження, освіта, безпартійний      | 26.03.2006   | 31.10.2010      |
| Салій Микола Григорович | Сільський голова, 1965 року народження, освіта вища, безпартійний | 31.10.2010   |                 |

Примітка: таблиця складена за даними джерела